# Un disco per l'estate 1976
Nel 1975 la RAI decide di abolire Un disco per l'estate, sostituendo per alcuni anni la storica manifestazione iniziata nel 1964, e che per dodici edizioni era iniziata ad aprile per concludersi alla fine dell'estate, con una sola serata, una passerella di canzoni senza gara in onda da Saint Vincent, con il titolo Saint Vincent estate.
Nel 1976, lo spettacolo viene trasmesso il 10 luglio sulla Rete Uno, presentata da Pippo Franco e Manuela Vargas, con la regia teatrale di Antonello Falqui e quella televisiva di Antonio Moretti.

## Partecipanti
- Gianni Morandi - È già mattina
- Domenico Modugno - Malarazza
- Iva Zanicchi - I discorsi tuoi
- Orietta Berti - Il canto del sudore
- Riccardo Cocciante - Margherita
- Schola Cantorum - La mia musica
- Daniel Sentacruz Ensemble - Linda bella Linda
- Gilda Giuliani - Io me ne andrei
- Gianni Bella - Non si può morire dentro
- Afric Simone - Ramaya
- Santo California - Dolce amore mio
- Juli & Julie - Amore mio perdonami
- Franco Simone - Tu e così sia